# Тумуотер
Тумуотер — город в округе Терстон американского штата Вашингтон. Расположен рядом с местом, где река Дешуте впадает в Бадд-Инлет, самую южную точку системы заливов Пьюджет-Саунд.

## География
Географические координаты — 47° 0′ 28″ северной широты, 122° 54′ 40″ западной долготы. Город имеет общую площадь в 37,53 кв. км, из которых 37,09 км² составляет и 0,44 км² — открытые водные пространства.

## Население
Согласно переписи населения 2010 года, население города составляло 17371 человек — 7566 домохозяйств и 4460 семей. Плотность населения составляла 468,4 чел./кв. км. Расовый состав города: белые —85,0 %, афроамериканцы — 1,7 %, коренные американцы — 1,2 %, азиаты — 4,8 %, уроженцы Гавайев и тихоокеанских островов — 0,5 %, представители прочих рас — 1,6 %, представители двух и более рас — 5,2 %. Латиноамериканцы (любой расы) составляли 6,2 % населения. 28,9 % домохозяйств имели детей в возрасте до 18 лет, проживающих с ними, 40,9 % были супружескими парами, живущими вместе, 13,1 % семей представляли собой женщину с детьми без мужа, 4,9 % — мужчину с детьми без жены, 41,1 % населения не имели семьи. 31,6 % всех домохозяйств состояли из отдельных лиц и 9,7 % из них представляли собой одинокого человека в возрасте 65 лет и старше. Средний возраст городского населения составлял 37,4 года. 21,7 % жителей были в возрасте до 18 лет; 10,4 % были в возрасте от 18 до 24 лет; 28,2 % от 25 до 44 лет; 26,8 % от 45 до 64 лет; 13 % были в возрасте 65 лет и старше. Гендерный состав города: 47,7 % мужчин и 52,3 % женщин.

## История
В 1845 году Майкл Симмонс привёл первую группу поселенцев у водопаду Тумуотер. Он поселился на территории будущего города, в то время как часть его группы осваивала прерии к югу. В то время на территории Орегона действовал закон, согласно которому был запрещено проживание мулатов (а в группе были такие поселенцы), поэтому поселенцы выбрали территории к северу от реки Колумбия, где не было строгого контроля за исполнением закона. Около 1850-го года в город была проведена железная дорога. Первое название поселения было Нью-Маркет. К 1863 году город стал известен как Тумуотер, что переводится с чинукского жаргона водопад. Город стал отправной точкой для заселения Олимпии, Сиэтла, Уидби-Айлэнд. В ноябре 1869 года Тумуотер был инкорпорирован (сформировал муниципалитет).